# Norkus cladocephalus
Norkus cladocephalus is een eenoogkreeftjessoort uit de familie van de Sphyriidae. De wetenschappelijke naam van de soort is voor het eerst geldig gepubliceerd in 1988 door Dojiri & Deets.